# ابيجيل مارشال كاتونج
أبيجيل ووك مارشال كاتونج (ولدت في 7 ديسمبر 1975) هي سياسية نيجيرية بريطانية وزوجة السيناتور ممثل منطقة مجلس الشيوخ في جنوب كادونا ، ولاية كادونا ، نيجيريا ، صنداي مارشال كاتونج . ولدت كاتنوج ونشأت في نيجيريا، الا انها انتقلت الي المملكة المتحدة للدراسة في جامعة ليدز ، واعتبارًا من يناير 2024 أصبحت حاكمة في كلية ليدز سيتي. في مايو 2024، تولت منصب عمدة مدينة ليدز ،  لتصبح أول مستشارة منتخبة من إفريقيا تتولى منصب المجلس،  والشخصية السوداء الثانية بعد إيلين تايلور والشخصية رقم 130 على الإطلاق. 

## الحياة المهنية
قامت كاتونج في عام 2008 بتأسيس جمعيهة ديفيد اولولويجر النيجيري الي الممكلة المتحدة الذي نحج في الوصول الي ليدز التذكارية (DOMA) تخليداً لذكرى ديفيد أولووالي ،  المهاجر النيجيري إلى المملكة المتحدة وصل إلى ليدز في عام 1949، لكنه غرق في نهر أير في عام 1969، وتم تحميل ضابطي شرطة بريطانيين المسؤولية عن وفاته.
في نوفمبر 1971، عقبل محامكمة هولاء الضباط كانت هي السابقة الاولي التي يتم فيها محاكمة مسؤولين حكوميين بنجاح بتهمة قتل شخص أسود.  وهي أيضًا رئيسة مشاركة في جمعية الدفاع عن الزواج. 
في انتخابات مجلس مدينه ليدز عام 2019 فازت كاتونج في استطلاعات الرأي لتصبح ممثل منطقة لندن الصغيرة وودهاوس. 
اعتبارًا من عام 2020، اصبحت كاتونج عضوًا رئيسيًا في شبكة موظفي BAME وبطلة BAME ( جمعية الاقليات العرقية السوداء والاسيوية) في ليدز. 
في عام 2022 تولت كاتونج منصب نائب رئيس بطل مكتب الغذاء في مجلس مدينة ليدز إلى جانب الرئيس التنفيذي لشركة فاير شاير في يوركشير ، جاريث باتي MBE FRSA.  كما كانت حاضرة أيضًا كضيفة خاصة في حفل توزيع جوائز جوردان سينوت التذكاري في سانت ماري، ميستون. 
بعد أن قضت فترة عضويتها الاولي قامت بالتقدم للمنافسة مره اخري لعضوية مجلس ليدز وفازت في انتخابات ليتل لندن وودهاوس في مايو 2023. 
في يناير 2024، تم انتخابها كرئيسة بلدية ليدز القادمة تحت حزب العمال والتعاونيات ، خلفًا لأل جارثويت .  تم انتخابها للفترة 2024/2025.  لتكون ايبجيل اول إمراءة افريقية يتم انتخابها في مجلس ليدز. 

## الحياة الشخصية
كاتونج متزوج من المحامي والمشرع النيجيري صنداي مارشال كاتونج . انجب الزوجان ولدان توأم يبلغان من العمر 19 عامًا في عام 2023 ووفقًا لتصريحاتها فانها اختارت تربيتهما في ليدز. 

## روابط خارجية
- المستشارة أبيجيل مارشال كاتونج على موقع Leads.gov.uk
- أبيجيل ووك مارشال كاتونج على موقع gov.uk
- أبيجيل مارشال كاتونج في الحفل التعاوني
- السيدة أبيجيل مارشال كاتونج: كسر حدود المألوف في مجلة ديوك. نُشرت في 7 يونيو 2023
- أبيجيل مارشال كاتونج في وزارة العمل والتعاونيات
- سجل المصالح (المستشارة أبيجيل مارشال كاتونج) . نُشرت في 11 أغسطس 2023